# Педросільйо-де-лос-Айрес
Педросільйо-де-лос-Айрес (ісп. Pedrosillo de los Aires) — муніципалітет в Іспанії, у складі автономної спільноти Кастилія-і-Леон, у провінції Саламанка. Населення — 386 осіб (2010).
Муніципалітет розташований на відстані близько 170 км на захід від Мадрида, 28 км на південь від Саламанки.
На території муніципалітету розташовані такі населені пункти: (дані про населення за 2010 рік)
- Аматос-де-Сальватьєрра: 10 осіб
- Кастільєхо: 200 осіб
- Лас-Куестас: 0 осіб
- Ла-Дуенья-де-Абахо: 7 осіб
- Ла-Дуенья-де-Арріба: 9 осіб
- Еррерос-де-Сальватьєрра: 0 осіб
- Педросільйо-де-лос-Айрес: 160 осіб
- Вальдехеррус: 0 осіб
- Вільяр-де-Сальватьєрра: 0 осіб

## Демографія
Динаміка населення (INE ):

## Зовнішні посилання
- Провінційна рада Саламанки: індекс муніципалітетів [Архівовано 23 квітня 2009 у Wayback Machine.]
- Посилання на Google Maps